# Bagrichthys
Bagrichthys es un género de peces de la familia Bagridae en el orden de los Siluriformes.
Son peces de agua dulce distribuidos por ríos y lagos de Asia.

## Especies
Las especies de este género son:
- Bagrichthys hypselopterus (Bleeker, 1852)
- Bagrichthys macracanthus (Bleeker, 1854)
- Bagrichthys macropterus (Bleeker, 1854)
- Bagrichthys majusculus H. H. Ng, 2002
- Bagrichthys micranodus T. R. Roberts, 1989
- Bagrichthys obscurus H. H. Ng, 1999
- Bagrichthys vaillantii (Popta, 1906)